# Ансоальд (VI век)

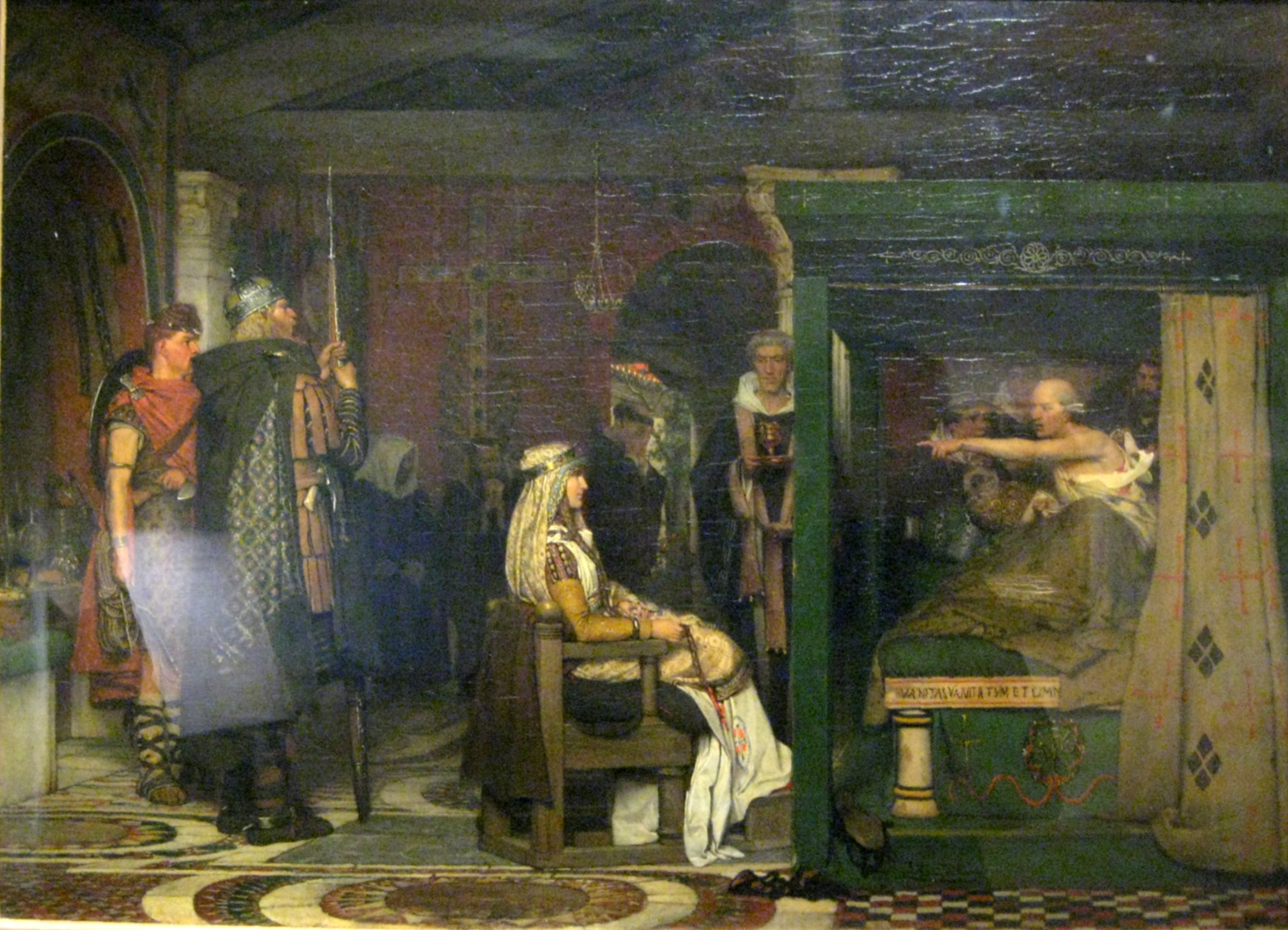
Лоуренс Альма-Тадема. Фредегонда посещает лежащего на смертном одре Претекстата

Ансоальд (также Ансвальд или Ансовальд; лат. Ansoaldus или Answaldus; вторая половина VI века) — знатный франк, придворный франкских королей Хильперика I и Хлотаря II.

## Биография
Основной нарративный источник о Ансоальде — «История франков» Григория Турского. Ансоальд упоминался и другими средневековыми авторами (например, Фредегаром и Аймоином из Флёри), в своих трудах использовавшими сведения из сочинения Григория Турского.
О происхождении Ансоальда сведений не сохранилось. Вероятно, он мог принадлежать к высшим слоям франкской знати, так как Григорий Турский называл его одним из наиболее приближённых лиц (лат. priores) к королю Нейстрии Хильперику I.
Первое свидетельство о Ансоальде относится к 575 году. По свидетельству Фредегара, Ансоальд был единственным из придворных Хильперика I, сопровождавшим того в бегстве из Парижа в Турне после поражения во время войны с королём Австразии Сигибертом I. Возможно, что за проявленную верность Ансоальд в 576 году получил находившееся в Суасоне имущество, конфискованное у референдария Сиггона, перешедшего от Хильперика I на службу к королю Хильдеберту II.
В 580 году Ансоальд по повелению Хильперика I ездил в Тур, чтобы организовать выборы нового графа этого города вместо лишённого этой должности Левдаста. Прибыв в город на день святого Мартина, Ансоальд доверил эту миссию епископу Григорию Турскому и знатным горожанам. Те избрали новым правителем Тура графа Евномия, и Ансоальд согласился с этим выбором. По мнению Б. Дюмезиля, благодаря протекции Ансоальда, с того времени Григорий Турский стал пользоваться покровительством короля Хильперика I и его супруги Фредегонды, что позволило епископу избежать козней смещённого по его ходатайству Левдаста.
В 582 году Ансоальд вместе с Домигизилом возглавлял посольство, направленное Хильпериком I к правителю Вестготского королевства Леовигильду. Послы должны были осмотреть приданое, которое король вестготов намеревался дать за Ригунту, сосватанную за принца Реккареда дочь короля Хильперика I. После возвращения во Франкское государство Ансоальд встретился с Григорием Турским, и сообщил тому о событиях в Вестготском королевстве, в том числе и о мятеже Герменегильда.
Осенью 584 года Ансоальд сопровождал Ригунту в её поездке из Парижа в Толедо. Среди отправившихся вместе с франкской принцессой знатных персон (лат. viri magnifici) также были герцог Бобон, Домигизил и майордом Ваддон. Всего же в свиту Ригунты, вместе с прислугой, входило свыше четырёх тысяч человек. По свидетельству Григория Турского, эта поездка сопровождалась насилиями франкских придворных над местными жителями. Из-за гибели в том же году своего отца Ригунта и сопровождавшие её персоны доехали только до Тулузы, после чего возвратились обратно в Париж.
Ансоальд был одним из немногих знатных нейстрийцев, выразивших открытую поддержку переходу престола к Хлотарю II, ещё несовершеннолетнему сыну убитого Хильперика I. В качестве королевского уполномоченного он ездил вместе с новым монархом по городам, принимая от их жителей присяги верности как самому Хлотарю II, так и его опекуну, правителю Бургундии Гунтрамну.
Несмотря на это, в 585 году Ансоальд был обвинён в каких-то злоумышлениях и «ушёл от короля не попрощавшись». Однако что это были за обвинения, неизвестно.
Вероятно, Ансоальд всё же сохранил своё место при дворе Хлотаря II, так как в феврале 586 года он находился в свите королевы Фредегонды, когда та посещала Руан. Во время этой поездки по приказу матери короля Хлотаря II был убит местный епископ Претекстат. В «Истории франков» Григория Турского сообщается, что Фредегонда вместе с герцогами Бепполеном и Ансоальдом посетила смертельно раненого Претекстата, и архиепископ в присутствии всех обвинил её в своём убийстве.
Это последнее свидетельство о Ансоальде в исторических источниках. О его дальнейшей судьбе сведений не сохранилось.